# Crossover jazz
Sulla scia del declino della jazz fusion a metà degli anni settanta, gli artisti jazz che hanno continuato a cercare un pubblico più ampio iniziarono a integrare nella loro musica una varietà di suoni popolari, formando un gruppo di stili accessibili che divenne noto come crossover (incrocio di) jazz. L'influente sassofonista Grover Washington Jr. incorporò elementi di funk e R&B in un suono basato sul hard bop, mentre il cantante Al Jarreau sfumava i confini tra jazz, pop e soul. Altri artisti, come ad esempio The Rippingtons e la band Spyro Gyra iniettarono nei loro "pop-aromatizzati" brani strumentali ritmi latini e tastiere elettroniche. I sassofonisti giamaicani Tommy McCook e Rolando Alphonso e il tastierista Jackie Mittoo fusero il ritmo roots reggae con armonie jazz ed estese improvvisazioni. A differenza del correlato genere smooth jazz, il crossover jazz mantiene l'accento sulla improvvisazione.